# استفن بائومگارت
استفن بائومگارت (انگلیسی: Steffen Baumgart؛ زادهٔ ۵ ژانویهٔ ۱۹۷۲) بازیکن فوتبال سابق و مربی فوتبال فعلی ،اهل آلمان است.
از باشگاه‌هایی که در آن بازی کرده‌است می‌توان به باشگاه فوتبال وولفسبورگ (زنان)، باشگاه فوتبال ماگدبورگ ۱، باشگاه فوتبال هانزا روستوک، باشگاه فوتبال انرژی کوتبوس، باشگاه فوتبال یونیون برلین، و باشگاه فوتبال وولفسبورگ اشاره کرد.